# Cantonul Martigues-Ouest
Cantonul Martigues-Ouest este un canton din arondismentul Istres, departamentul Bouches-du-Rhône, regiunea Provence-Alpes-Côte d'Azur, Franța.

## Comune
- Martigues (parțial, reședință)
- Port-de-Bouc